# Mẫu Đơn Phong (Ban nhạc)
Mẫu Đơn Phong (tiếng Hàn Quốc: 모란봉악단; RR: 'Moranbong Akdan, Dịch: Ban nhạc Mẫu Đơn Phong) là một nhóm nhạc toàn nữ tại Triều Tiên có thành viên được chọn bởi nhà lãnh đạo tối cao của đất nước Kim Jong-un Thực hiện các phong cách diễn giải của pop, rock và fusion, họ là ban nhạc toàn nữ đầu tiên từ CHDCND Triều Tiên, và ra mắt thế giới vào ngày 6 tháng 7 năm 2012.

## Lịch sử
Ra mắt vào ngày 6 tháng 7 năm 2012, lần đầu tiên một ban nhạc của CHDCND Triều Tiên gồm các nữ thành viên xinh đẹp, diện chiếc váy ngắn quyến rũ cùng đôi guốc cao gót sành điệu, tóc cắt ngắn thời thượng và trình diễn ca khúc nhạc pop lại trở thành một hiện tượng lạ trong ngành công nghiệp giải trí thế giới.
Mẫu Đơn Phong được thành lập dưới sự tuyển chọn và chỉ đạo của lãnh tụ Kim Jong Un. Họ ra đời trong hoàn cảnh mà mọi tầng lớp trong xã hội đất nước Triều Tiên đều có nhu cầu thay đổi về giải trí và nghệ thuật.
Khác với vẻ ngoài dịu dàng, quyến rũ, các cô gái của Mẫu Đơn Phong đều có xuất thân từ quân đội. Chính vì vậy, hầu hết khi xuất hiện trước công chúng họ đều đeo phù hiệu. Đây cũng là lý do Mẫu Đơn Phong được gọi bằng một cái tên khá mạnh mẽ "ban nhạc quân đội".

## Phong cách âm nhạc
Có thể nói, với sự chọn lựa thành viên kỹ càng và tiêu chuẩn cao của nhà lãnh đạo họ Kim, Mẫu Đơn Phong không chỉ là những cô gái xinh đẹp mà họ còn mang trong mình những khả năng về nghệ thuật khá nổi bật và riêng biệt, đảm bảo cho một ban nhạc đầy tiềm năng và nhiều màu sắc.
Ban nhạc bao gồm 20 thành viên trong đó có 9 ca sĩ hát chính và 11 người chơi các nhạc cụ khác nhau như trống, piano, cello, bass,...Điều này tạo nên sức hút không chỉ trong bài hát mà còn trong cách biểu diễn của "những bông hồng có gai" Mẫu Đơn Phong.
Những ca khúc mà họ trình diễn là sự kết hợp của những giọng ca trong trẻo và cả thanh âm của nhạc cụ khác nhau, hình ảnh đó tạo nên ấn tượng khó thể quên trong lòng khán giả.
Những cô gái quyến rũ và mạnh mẽ, có kỹ năng ca hát và chơi nhạc cụ tinh tế được giới truyền thông nước ngoài tung hô là "Spice Girls của Triều Tiên". Họ biết tiếp thu văn hóa phương Tây một cách có chọn lọc nên các bài hát, cách biểu diễn và trang phục họ chọn đều vừa mang sự đổi mới tinh tế, vừa có nét truyền thống đất nước.
Các thành viên Mẫu Đơn Phong có lúc diện trang phúc váy ngắn, sequin lấp lánh, thể hiện nhiều bản hít nổi tiếng của huyền thoại âm nhạc Frank Sinatra như My Way. Tuy nhiên, phần lớn các tiết mục của nhóm tập trung tôn vinh về nhà lãnh đạo Triều Tiên Kim Jong-un. Trong bản Ballad phát hành trên mạng xã hội Youtube, các thành viên trình bày: "Làm sao mà người lại tốt đến thế. Nụ cười của người thật ngọt ngào và ấm áp. Tôi không có sự lựa chọn nào khác là bị cuốn vào trái tim ấm áp của người".
Đối với hoạt động biểu diễn trong nước, Mẫu Đơn Phong với tư cách là "ban nhạc quân đội" luôn làm tốt vai trò của mình khi thường xuyên trình diễn những ca khúc ca ngợi đất nước và người đứng đầu Kim Jong Un.Vào cuối năm 2015, ban nhạc được cử đến biểu diễn tại Bắc Kinh để làm dịu bớt căng thẳng quan hệ Triều Tiên – Trung Quốc, nhưng họ đã rời đi và trở về Bình Nhưỡng vì vấn đề "giao tiếp ở cấp độ làm việc".
Mẫu Đơn Phong không chỉ có sức hút với khán giả trong nước mà cả với truyền thông nước ngoài và khách du lịch, họ đều rất yêu thích và hâm mộ nhóm nhạc tài năng này.
"Những bông hồng có gai" này quả thực là "vũ khí" tinh tế và quý giá của nhà lãnh đạo tối cao họ Kim. Có thể nói, nhờ có Kim Jong Un đặt viên gạch đầu tiên mà mặt trận văn hóa – nghệ thuật của đất nước ông mới có một tượng đài tỏa sáng.

## Các thành viên

### Nhạc cụ
- Seon-u Hyang-hui (선우향희) – Đàn Vĩ cầm
- Hong Su-kyeong (홍수경) – Đàn Vĩ cầm
- Cha Young-mi (차영미) Đàn Vĩ cầm
- Yoo Eun-jeong (유은정) – Cello
- Ri Hui-kyeong (리희경) – Đàn Synthesizer
- Kim Yong-mi (김영미) – Đàn Synthesizer
- Choi Jeong-im (최정임) – Saxophone
- Kim Jong-mi (김정미) – Dương cầm
- Han Sun-jong (한순정) – Trống
- Kang Ryeong-hui (강령희) – Guitar
- Jon Hye-ryon (전혜련) – Bass

### Ca sĩ
- Kim Yoo-kyeong (김유경)
- Kim Seol-mi (김설미)
- Ryu Jin-a (류진아)
- Pak Mi-kyeong (박미경)
- Jung Su-hyang (정수향)
- Pak Seon-hyang (박선향)
- Ra Yu-mi (라유미)
- Ri Su-kyong (리수경)
- Ri Myeong-hui (리명희)